# Мерсрагский край
Ме́рсрагский край (латыш. Mērsraga novads) — административно-территориальная единица на северо-западе Латвии, в историко-культурной области Курземе. Административный центр — село Мерсрагс. Внутреннее деление края на волости отсутствует.
Граничит с Ройским, Талсинским, Энгурским и Тукумским (по акватории озера Энгурес) краями. С востока омывается Рижским заливом Балтийского моря.
Население на 1 января 2010 года составило 1832 человека. Площадь края — 109 км².

## История
Край был образован путём выделения из состава Ройского края.
16 сентября 2010 года Сейм принял закон о разделении Ройского края на два — Ройский и Мерсрагский, соответствующие бывшим Ройской и Мерсрагской волостям, из которых до этого состоял Ройский край. 18 декабря 2010 года состоялись выборы дум Ройского и Мерсрагского краёв в новых границах.

## Национальный состав
Национальный состав населения края по итогам переписи населения Латвии 2011 года:
| Национальность | Численность, чел. (2011) | %        |
| -------------- | ------------------------ | -------- |
| Латыши         | 1539                     | 93,96 %  |
| Русские        | 50                       | 3,05 %   |
| Белорусы       | 8                        | 0,49 %   |
| Украинцы       | 3                        | 0,18 %   |
| Поляки         | 7                        | 0,43 %   |
| Литовцы        | 10                       | 0,61 %   |
| Другие         | 21                       | 1,28 %   |
| всего          | 1638                     | 100,00 % |